# Anno Smith

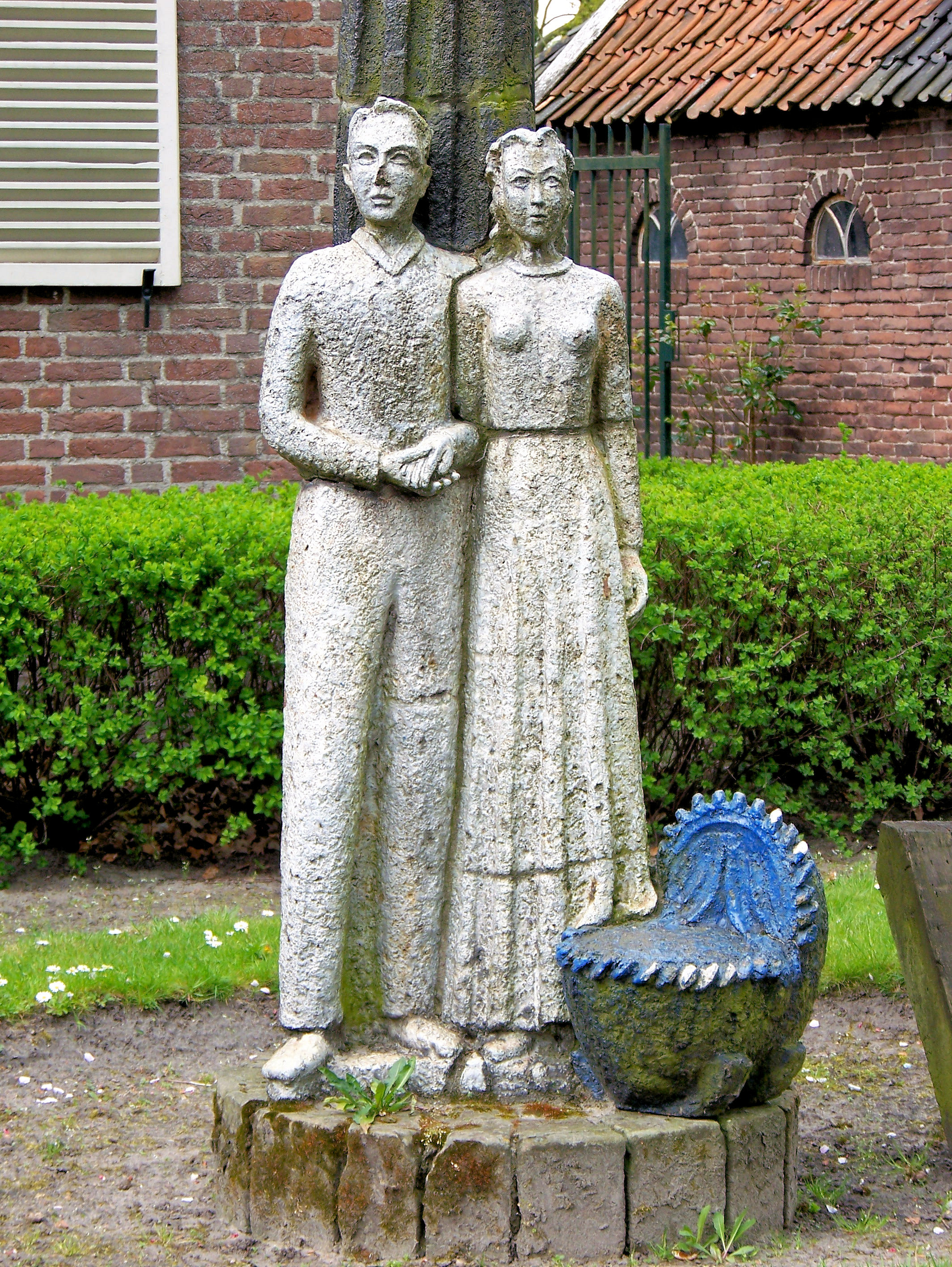
Het Leven (Diever, 1959)

Anno Ferdinand (Anno) Smith (Groningen, 7 april 1915 - aldaar, 14 januari 1990) was een Nederlandse kunstenaar.
Smith was nakomertje in een gezin van acht kinderen. Zijn ouders waren kruideniers in Groningen. Smith volgde een opleiding tot timmerman aan de ambachtsschool, waarna hij overstapte naar Academie Minerva. Hier kreeg hij les van onder andere Willem Valk, A.W. Kort en C.P. de Wit. Smith zou later zelf ook les geven aan Minerva.

## Werken
Na zijn opleiding, was Smith vanaf 1937 werkzaam als pottenbakker. In 1938-1939 exposeerde hij bij Pictura met zijn aardewerk. Na een studiereis door Italië ging Smith zich toeleggen op het maken van steenreliëfs en geveldecoraties. Daarnaast maakte hij ook enkele vrijstaande keramieken figuren, zoals Het Leven aan de Brink in Diever.
In de jaren na de oorlog werd er hard gewerkt aan de wederopbouw, er was daarbij ook vraag naar verfraaiing van de gebouwen. Flats, scholen, winkels en andere gebouwen in de woonwijken Grunobuurt, Helpman, Indische buurt, de Rivierenbuurt en De Wijert werden door Smith van een tegeltableau of gevelversiering voorzien.
Smith maakte overigens niet alleen werk voor de stad Groningen. Zijn werk is te vinden in heel Noord-Nederland, zoals in Hoogkerk, Kloosterburen, Leeuwarden, Oosterwolde, Peize, Sneek, Termunterzijl en Zuidhorn.
Reliëfs van Smith zijn ook buiten Noord-Nederland; in 1955 vervaardigde hij een reliëf van vier sporters en een bal voor een gymnastieklokaal. Voor twee scholen in Gouda maakte hij reliëfs van respectievelijk Repelsteeltje en Pinkeltje. In Hardenberg sierde een keramische verbeelding van het scheppingsverhaal de hal van het Greijdanus College. Na de afbraak van de school kreeg het kunstwerk een plaats op het plein bij de nieuwe school.

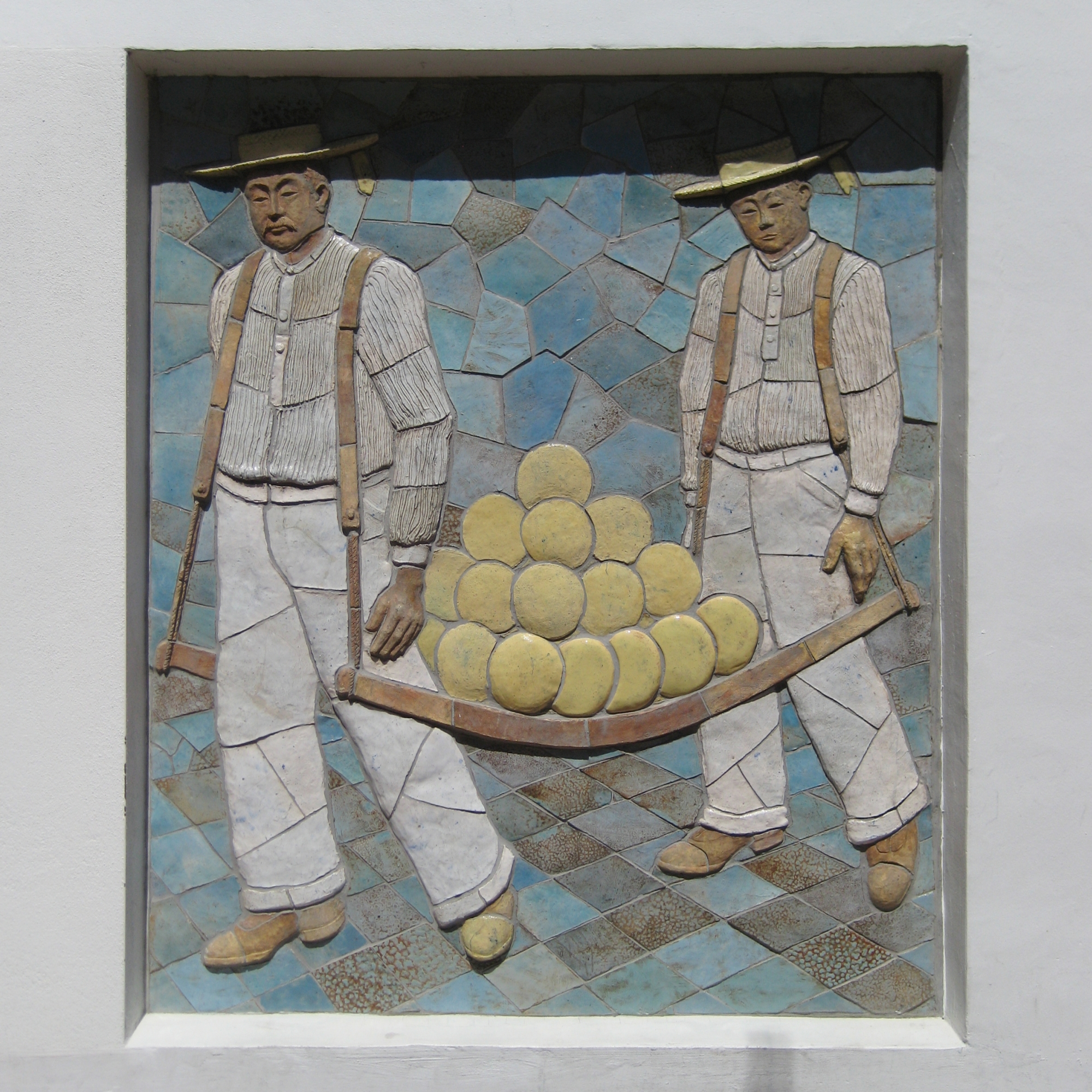
Smiths reliëf De Alkmaarse Kaasdragers. Het bevindt zich in een buitenmuur van het voormalige pakhuis Bremen-De Lauwers in Groningen (2010)
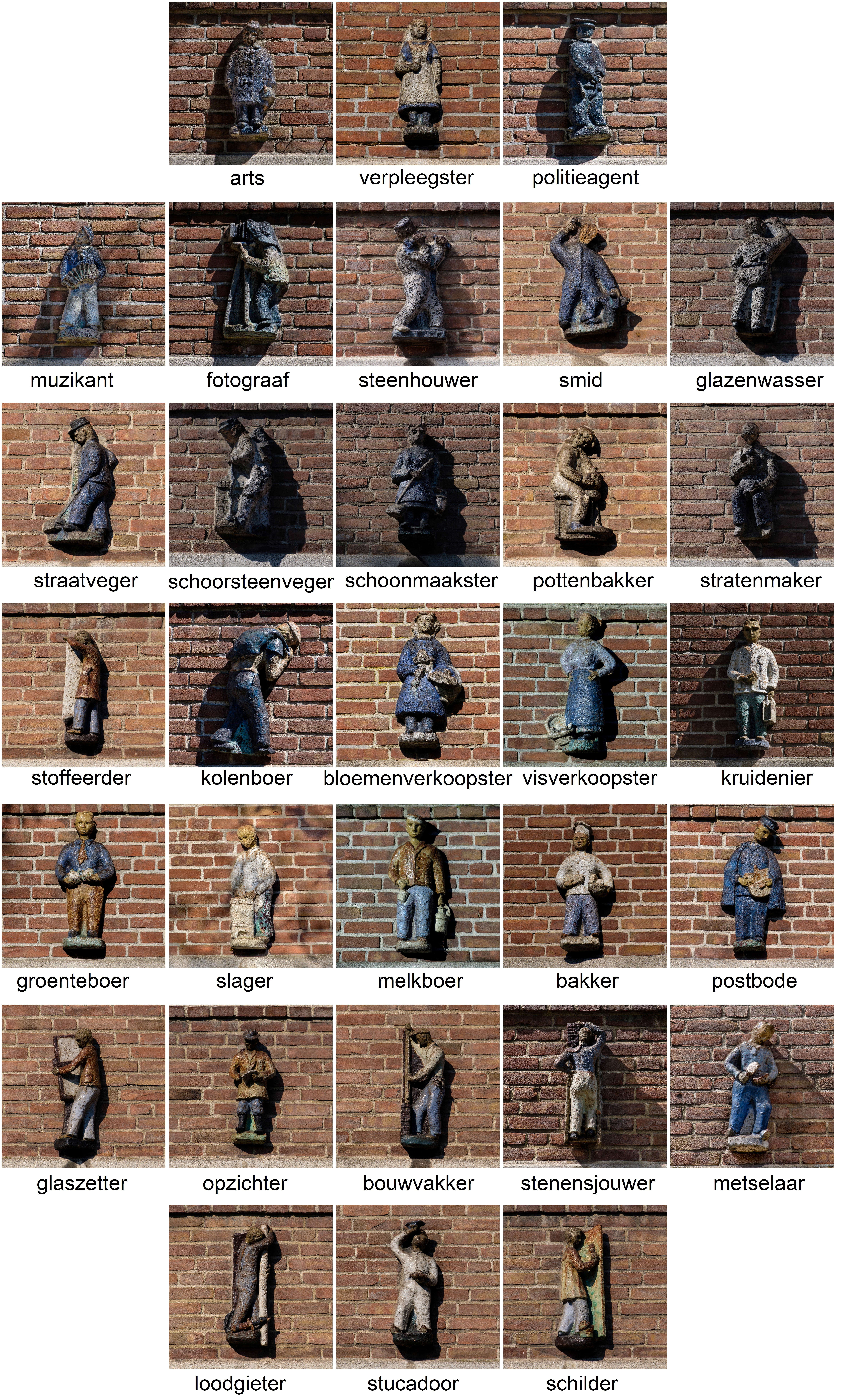
31 wandsculpturen met voorstellingen van beroepen in de Groningse Rivierenbuurt (1954)